# Ixora pueuana
Ixora pueuana är en måreväxtart som beskrevs av Ined.. Ixora pueuana ingår i släktet Ixora och familjen måreväxter. Inga underarter finns listade i Catalogue of Life.